# Georges Géronimi
Pour les articles homonymes, voir Géronimi.
Georges Géronimi, né le 16 juin 1892 à Villepreux (Seine-et-Oise) et mort le 6 mars 1994 à Courbevoie (Hauts-de-Seine), est un footballeur international français évoluant au poste d'attaquant.

## Carrière
Georges Géronimi, ancien athlète qui n’a pas encore 19 ans, est employé de commerce dans la vie, pensionnaire de l’Association Fraternelle de la Garenne-Colombes (AFGC) lorsqu'il connaît sa première et unique sélection en équipe de France de football. Il affronte le 23 avril 1911 lors d'un match amical à Genève l'équipe de Suisse de football. Les Suisses remportent le match sur le score de 5 à 2. 
Remplaçant contre le Luxembourg un semestre plus tard, Géronimi sera fait prisonnier en Belgique dès août 1914 puis interné. Il sera rapatrié d’Allemagne le 2 janvier 1919 avec une petite plaie au bras droit consécutive à une blessure par balle qui ne l’empêchera pas de pratiquer le tir de précision avec talent dans l’entre-deux-guerres ni de s’éteindre centenaire en 1994. 